# Московія (авіакомпанія)
Авіакомпанія «Московія» (рос. Авиакомпания Московия) — колишня російська авіакомпанія, заснована у 1995 році на базі Льотно-дослідницького інституту імені М. М. Громова. Авіакомпанія здійснювала до 2014 року внутрішні і міжнародні комерційні повітряні перевезення пасажирів і вантажів (включаючи небезпечні вантажі) і авіаційні роботи на території Російської Федерації і за кордоном.

## Історія

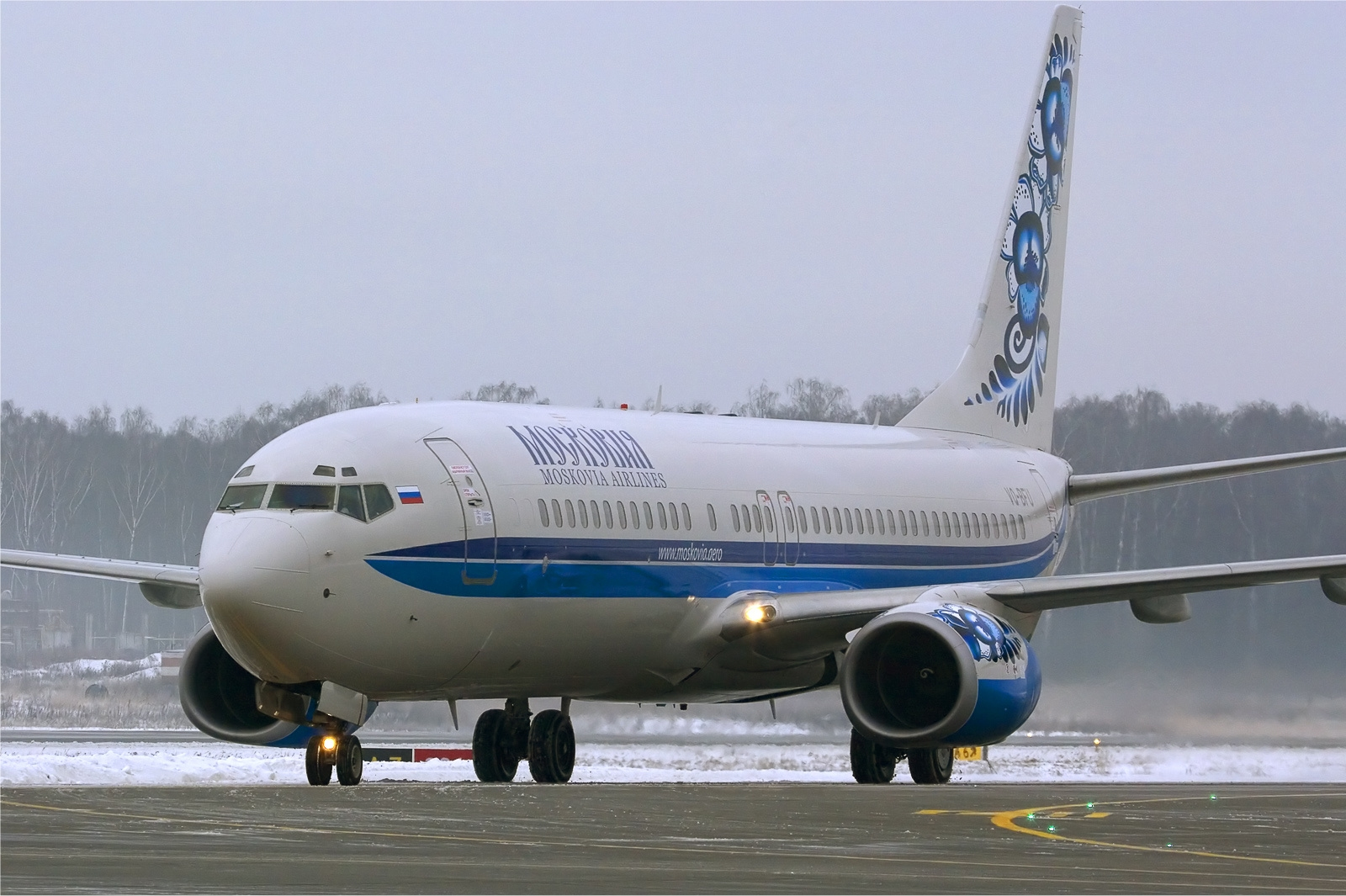
Боїнг 737-800 авіакомпанії

На початку 1990-их працівники Льотно-дослідницького інституту імені М.М. Громова масово втрачали роботу. Тому було прийнято рішення утворити власну авіакомпанію, співробітниками якої б стали льотчики, штурмани, бортінженери, бортмеханіки, бортрадисти та інші фахівці інституту.
4 жовтня 1995 року інститут заснував авіакомпанію «ЛДІ імені М. М. Громова». У 1999 році доходи компанії перевищили показники 1996 року у 5 разів.
З 2003 року авіакомпанія починає виконувати власні регулярні міжнародні авіарейси до Чорногорії, Узбекистану, Азербайджану, Вірменії.
30 січня 2008 року компанія міняє форму власності та назву. Замість державної форми власності стає приватною. Новою ж назвою стала — авіакомпанія «Московія».
У 2004 році компанія отримала Національну авіаційну премію «Крила Росії — 2004». У 2009 році ВАТ «Авіакомпанія Московія» стала лауреатом премії «Компанія року-2009» за версією ВД Родіонова у номінації «За динамічний розвиток в період світової кризи».

## Флот авіакомпанії
- 2 пасажирських Боїнг 737-700
- 2 пасажирських Боїнг 737-800
- 3 вантажних Ан-12

## Географія польотів
Компанія виконує більшість рейсів з Москви до Узбекистану, та Тівату (Чорногорія) і Гянджі (Азербайджан).
| Держава     | Міста                                                                      |
| ----------- | -------------------------------------------------------------------------- |
| Азербайджан | Ґянджа                                                                     |
| Узбекистан  | Андижан, Бухара, Карші, Навої, Наманган, Нукус, Самарканд, Термез, Фергана |
| Чорногорія  | Тіват                                                                      |

## Показники діяльності
| Рік  | Перевезено пасажирів | Перевезено пасажирів | Пасажирообіг | Пасажирообіг    | Відсоток зайнятості пасажирських крісел | Відсоток зайнятості пасажирських крісел |
| Рік  | тис. пас.            | Зміна за рік, %      | тис. пас. км | Зміна за рік, % | %                                       | Зміна за рік, пунктів                   |
| ---- | -------------------- | -------------------- | ------------ | --------------- | --------------------------------------- | --------------------------------------- |
| 2009 | 239 863              |                      | 622 635,6    |                 | 72,2 %                                  |                                         |
| 2010 | 470 575              | ▲ 196,2 %            | 1 312 010,3  | ▲ 210,7 %       | 82,1 %                                  | ▲ 9,9                                   |
| 2011 | 247 844              | ▼ 52,7 %             | 650 929,1    | ▼ 49,6 %        | 84,9 %                                  | ▲ 2,8                                   |

## Аварії
- 26 травня 2008 року — Авіакатастрофи вантажного літака Ан-12 під Челябінськом (за 30 км північніше міста). Найвірогіднішою причиною краху літака стала несправність бортової електромережі. Літак перевозив з Челябінська у Перм виведені з обороту грошові купюри для утилізації на фабриці Держзнаку. Через кілька хвилин після зльоту з аеропорту в кабіні літака виникло задимлення, і пілоти запросили дозволу на аварійну посадку. Літак впав у районі селища Рощино, за 11 км від злітно-посадкової смуги. Всі 9 чоловік, які перебували на борту, загинули [3].